# Donjon de Saint-Cassien
Le donjon de Saint-Cassien domine la vallée de la Briande à Angliers dans la Vienne.

## Histoire
Le donjon de Saint-Cassien appartient à Philippe de Saint-Cassien au XIIe siècle et c'est Briand de Saint-Cassien qui le fait fortifier au XIIIe siècle pour résister aux Anglais.
Le donjon actuel a été édifié au XIVe siècle.
Il a appartenu au cardinal de Richelieu qui aurait fait supprimer une tour d'angle et l'escalier.
Il est inscrit aux monuments historiques depuis le 29 septembre 1987.

## Architecture
Le donjon de Saint-Cassien occupe l'angle d'une cour fermée entourée de bâtiments. Ce donjon carré à contreforts cylindriques primitif a été agrandi de deux tours rondes accolées et a été remanié au XVe siècle.
Un corps de logis très simple à toit d'ardoise est lié au donjon par une petite tour carrée aux ouvertures ornées de sobres sculptures et coiffée d'un toit à quatre pans